# Jägarna i snön
Jägarna i snön, även benämnd Jägare i snö, (nederländska: Jagers in de sneeuw) är en oljemålning på trä från 1565 av den nederländske konstnären Pieter Bruegel den äldre. Den föreställer ett vinterlandskap där tre jägare med sina hundar återvänder till en by efter en jaktutflykt. Målningen ingår i en serie från 1565 av sex stycken, av vilka fem finns bevarade, som framställer bondesamhällets olika årstider, så kallade månadsbilder. Målningen var ett beställningsarbete för handelsmannen Niclaes Jonghelinck. Den räknas till den nederländska renässanskonsten och finns på Kunsthistorisches Museum i Wien.
Målningen inspirerade Roy Andersson till titeln på hans film En duva satt på en gren och funderade på tillvaron.

## Beskrivning
Målningen visar en vinterscen med tre jägare som återvänder från en jakt, tillsammans med sina hundar. Det verkar som om jakten inte varit lyckad, och både hundar och jägare går tungt genom snön. En man bär en dödad räv på ryggen. Framför jägarna syns i snön fotavtryck efter en hare eller kanin – som undgått att bli skjuten.
Det allmänna intrycket av målningen är av en kall men lugn, mulen dag. Färgerna är dovt vita och grå, och träden saknar blad. Röken efter vedeldning hänger i luften. Flera vuxna och ett barn förbereder mat vid en utomhuseld utanför ett gästgiveri. I fjärran syns taggiga bergstoppar, olikt de vanliga horisontlinjerna i Belgien eller Nederländerna.
Landskapet har en dal i mitten, där en flod meandrar fram. En vattenkvarn ses med sitt kvarnhjul igenfruset. I bakgrunden åker folk skridskoåkning samt spelar "bandy" och isstock.

## Galleri

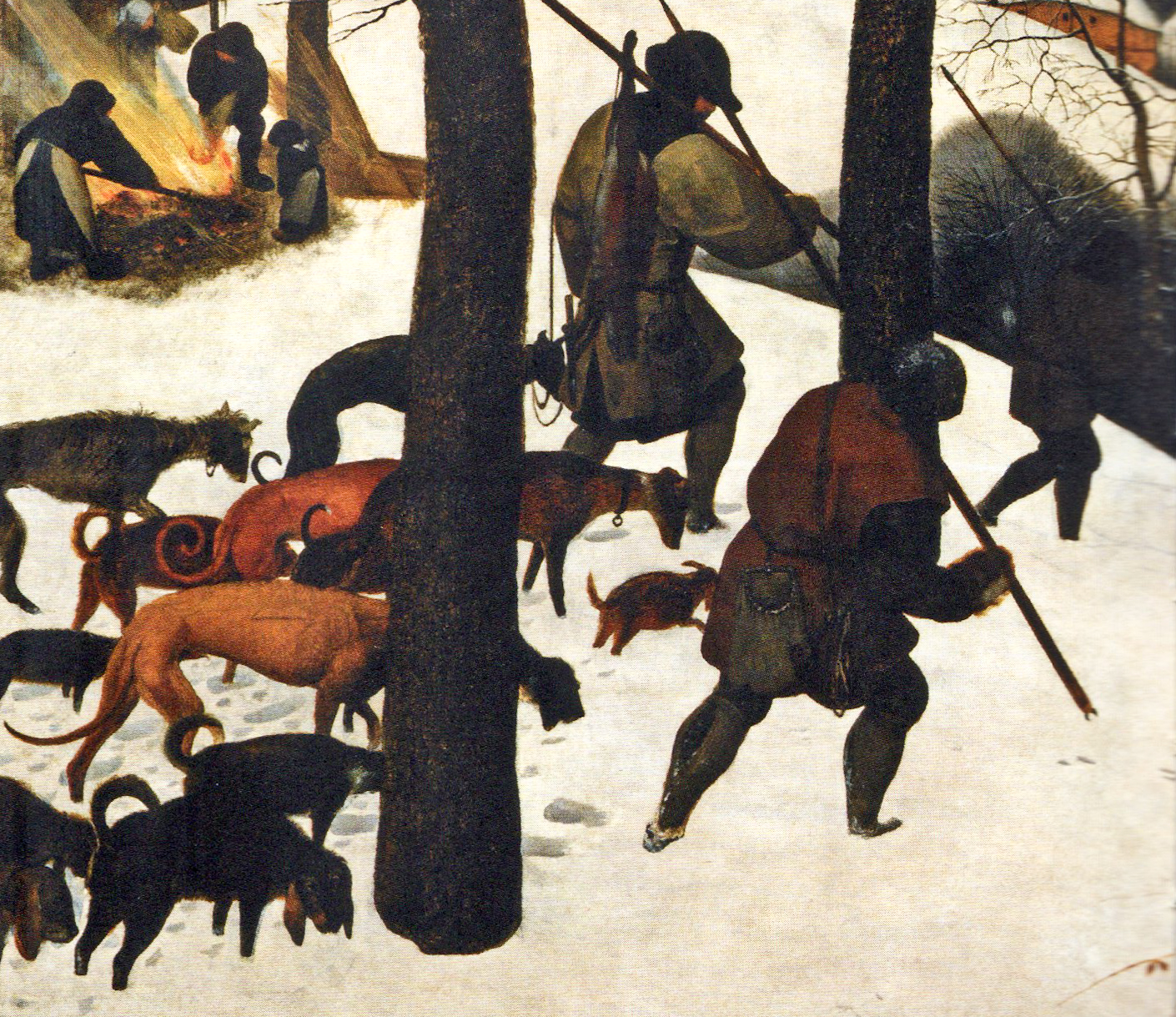
Detalj med jägare och hundar.
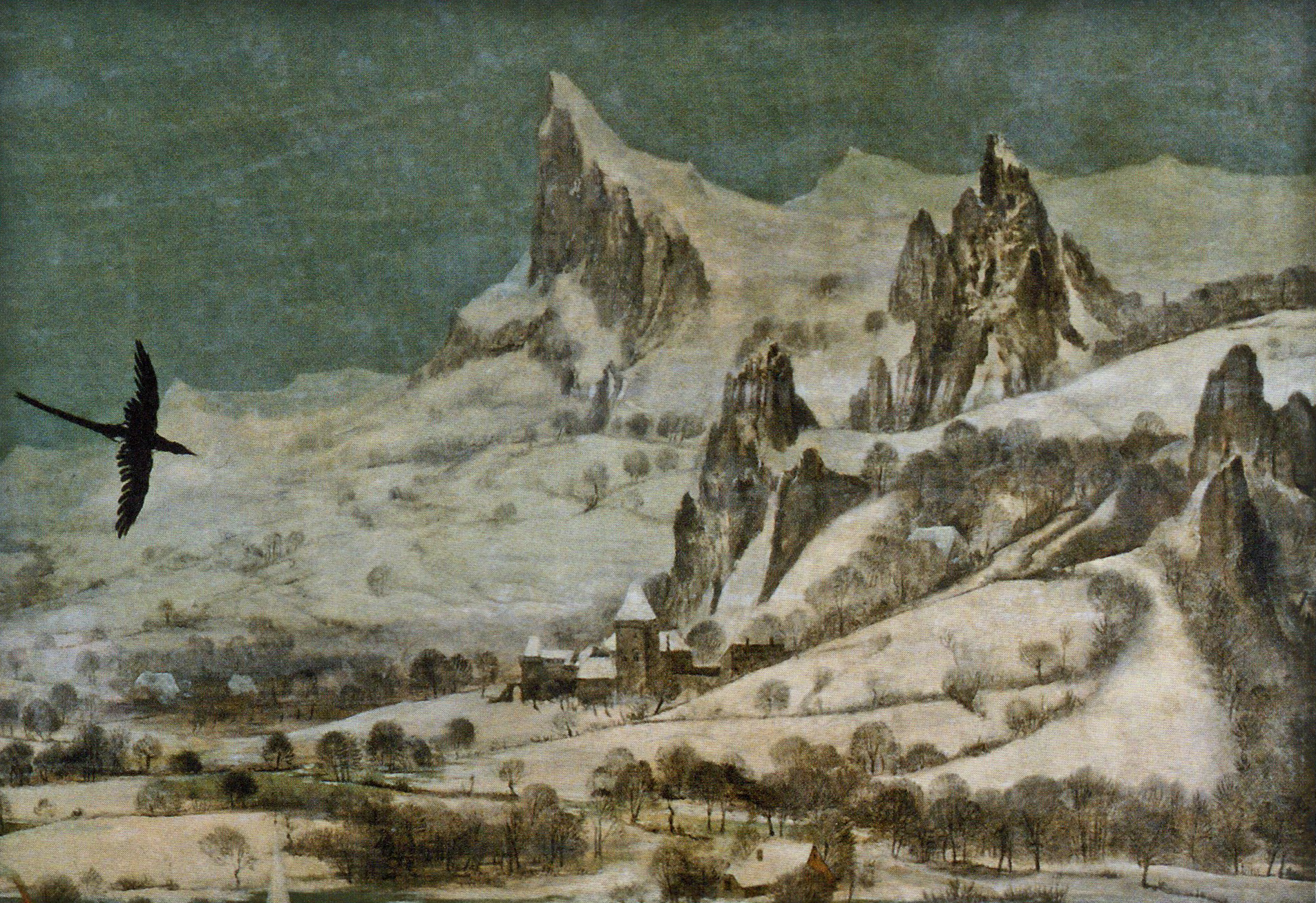
Detalj med slott och berg.
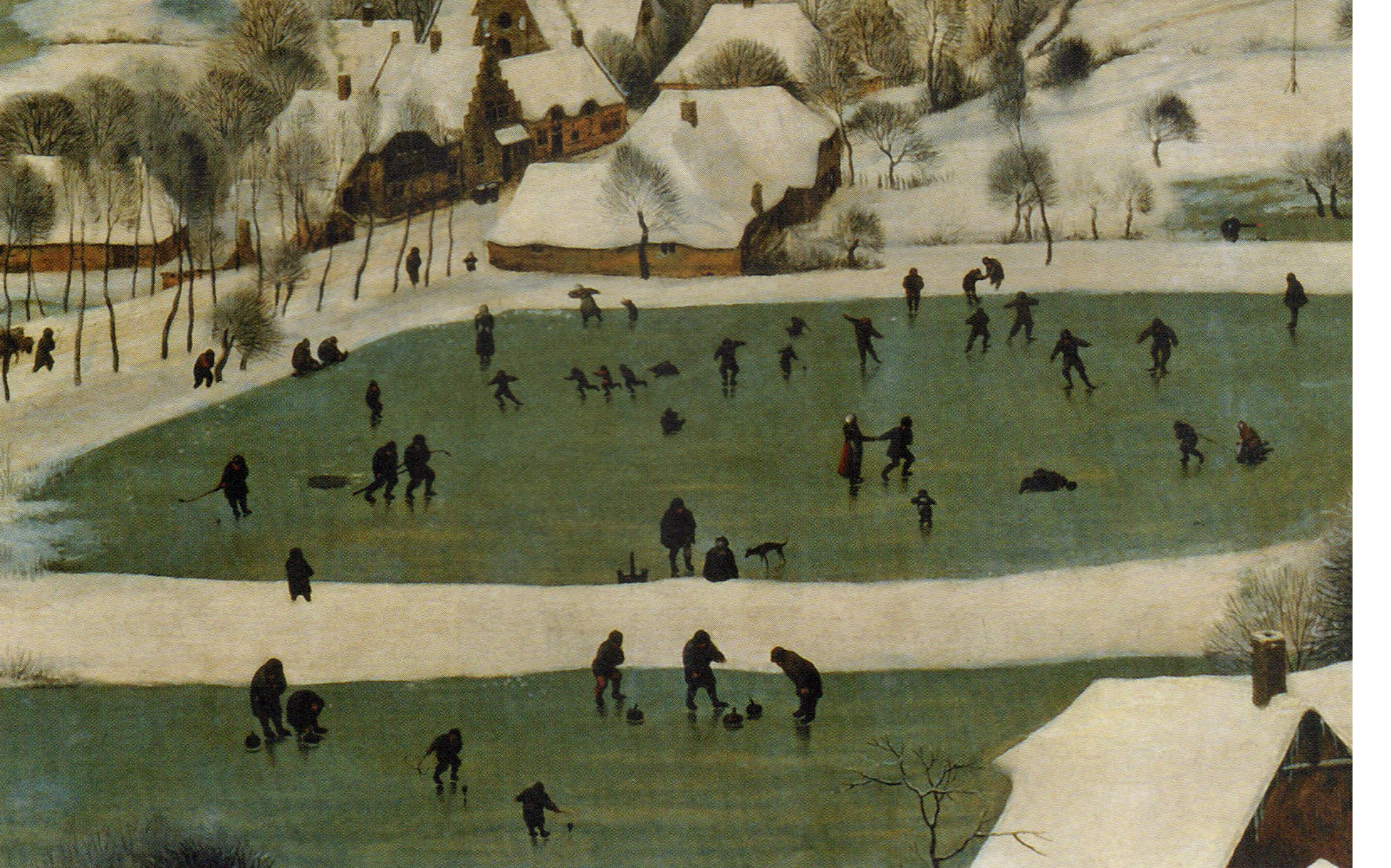
På isen pågår skridskoåkning, bandyspelande samt isstocksskjutning.
Bruegels Vinterlandskap med skridskoåkare och en fågelfälla (1565) med snarlikt motiv.

### Breugels månadsbilder

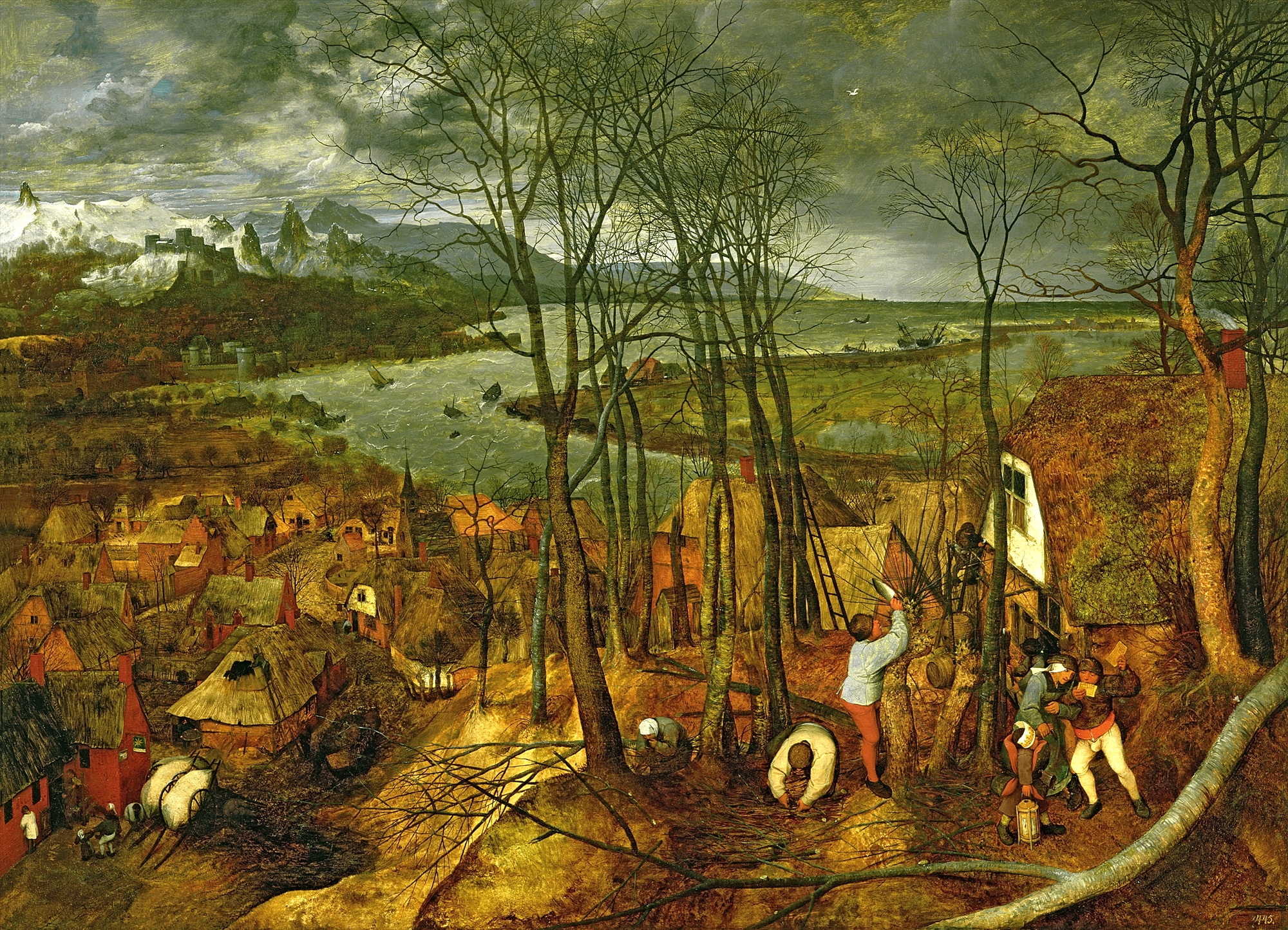
Den dystra dagen (februari–mars), Kunsthistorisches Museum.
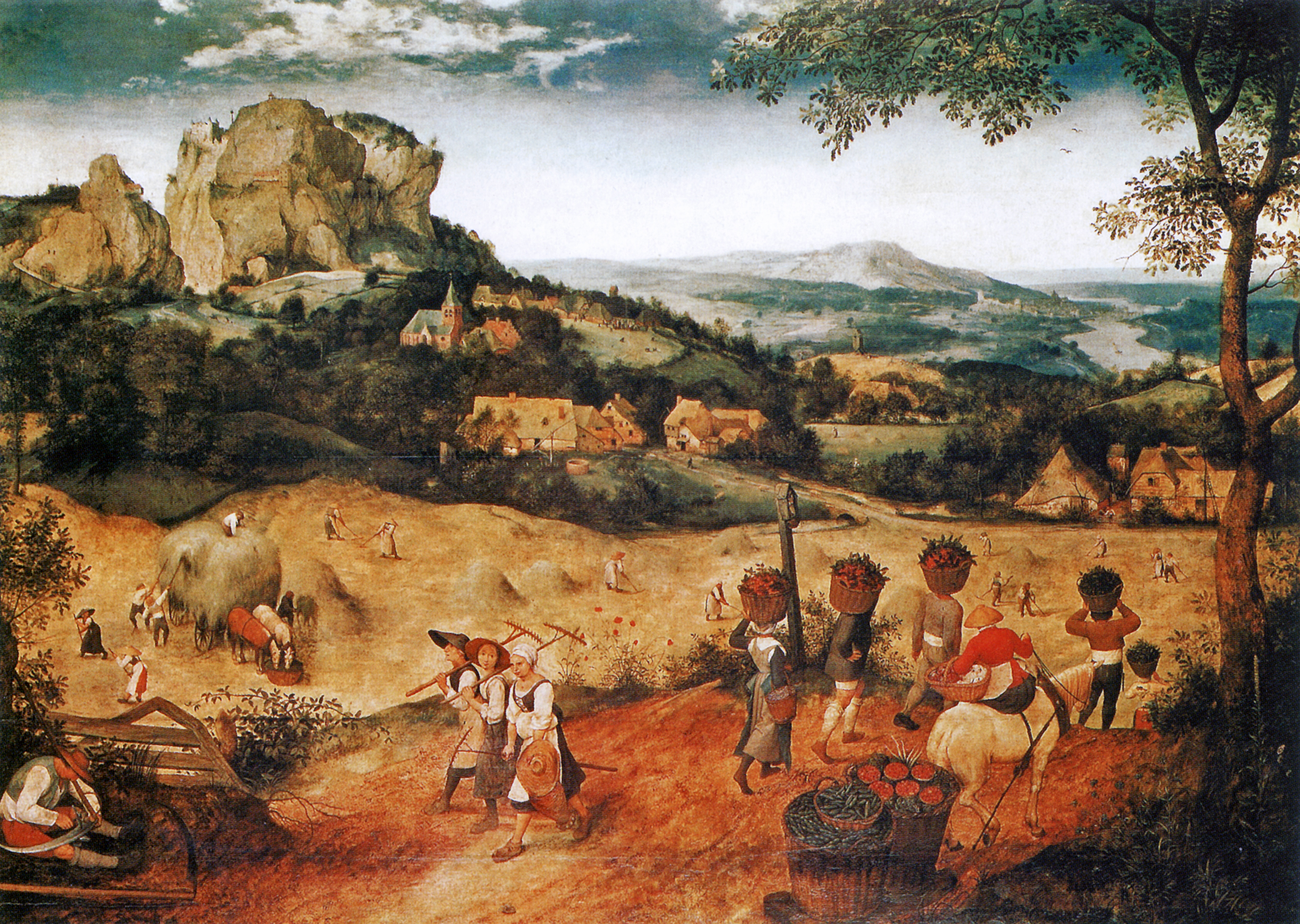
Höbärgningen (juni–juli), Lobkowiczpalatset i Pragborgen.
Skördemän (augusti–september), Metropolitan Museum of Art.
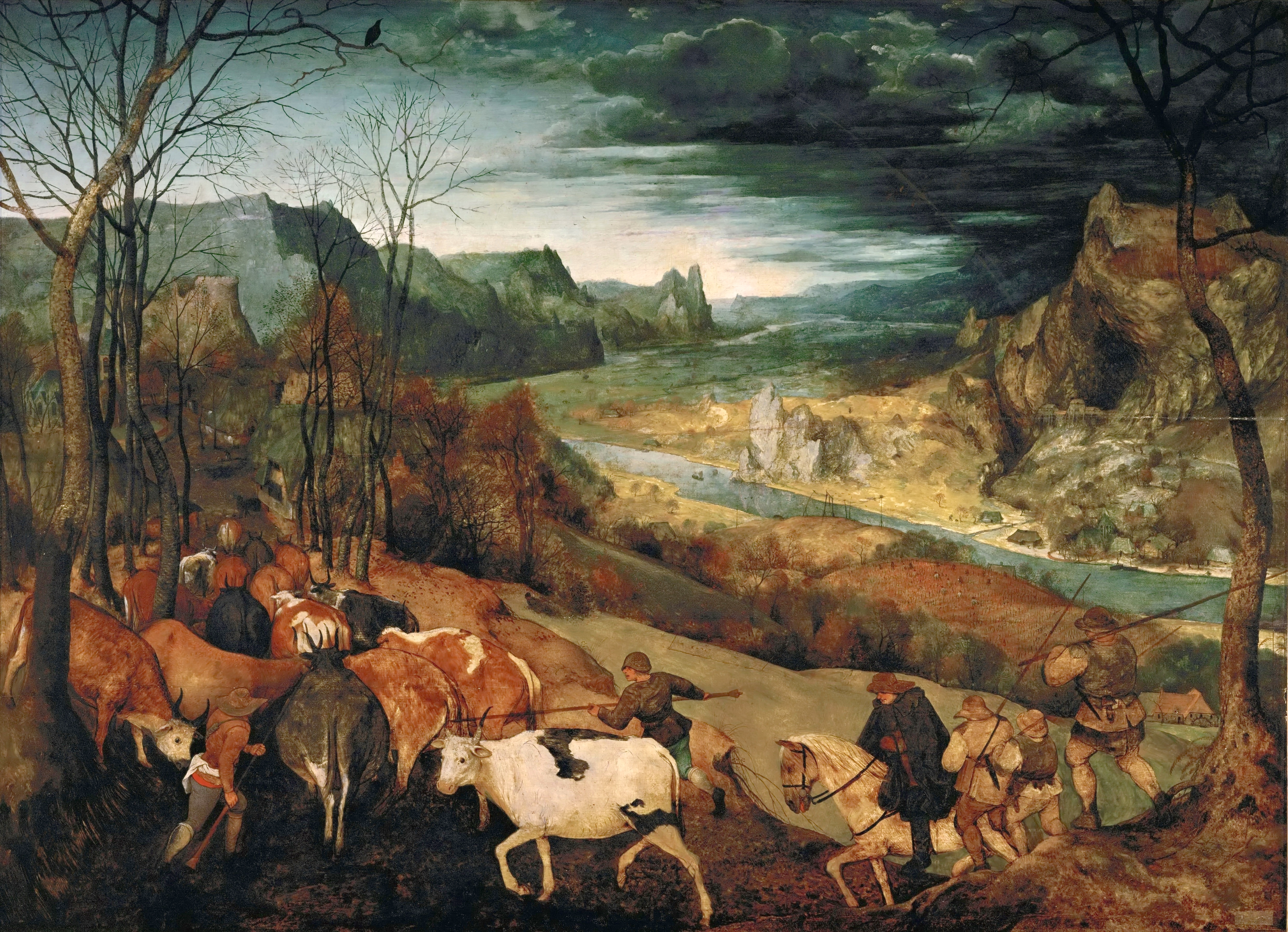
Hjorden återvänder (oktober–november), Kunsthistorisches Museum.